# Megawhaitsia
Megawhaitsia es un género extinto de terápsidos terocéfalos que existieron durante el periodo Pérmico en el este de Rusia. Es conocido a partir de un único maxilar, con un cráneo que se estima que medía unos 40-50 centímetros de longitud.